# Les Étoiles (Daudet)
Les Étoiles (sous-titré Récit d'un berger provençal) est un conte des Lettres de mon moulin d'Alphonse Daudet.

## Publication
Les Étoiles est initialement publié dans le quotidien Le Bien public du 8 avril 1873 dans la série Les Contes du lundi, avant d'être inséré dans le recueil Robert Helmont de Daudet en 1874,. 
À l'instar des Sauterelles, des Douaniers, des Oranges et d'En Camargue, l’œuvre figure ensuite dans l'édition dite « définitive » des Lettres de mon moulin, publiée par Alphonse Lemerre en 1879.

## Résumé
En raison d'un orage, Stéphanette se trouve obligée de passer la nuit à la belle étoile sur la montagne, en compagnie du berger (le narrateur) secrètement amoureux d'elle. Auprès du feu, elle écoute le berger lui raconter l’histoire des étoiles : « Autour de nous, les étoiles continuaient leur marche silencieuse, dociles comme un grand troupeau ; et par moments je me figurais qu’une de ces étoiles, la plus fine, la plus brillante, ayant perdu sa route, était venue se poser sur mon épaule pour dormir »

## Adaptation
En 1979 est produite par FR3 Marseille une version filmée, réalisée par Jacques Ordines, avec Robert Ripa comme récitant et Cécile Paoli dans le rôle de Stéphanette.